# Bango Banda (Niamey)
Bango Banda ist ein Weiler im Arrondissement Niamey IV der Stadt Niamey in Niger.

## Geographie
Der Weiler liegt am östlichen Rand des ländlichen Gemeindegebiets von Niamey. Südwestlich von Bango Banda befindet sich der Flughafen Niamey. Zu den umliegenden Siedlungen zählen die Dörfer Deykouarey im Nordwesten und Saga Gorou II im Norden. Bango Banda ist wie Deykouarey ein Uferort des sechs Hektar großen, nährstoffarmen Sees Bangou Bi, der sich in den 1960er Jahren herausbildete.

## Bevölkerung
Bei der Volkszählung 2012 hatte Bango Banda 649 Einwohner, die in 76 Haushalten lebten.